# Trupanea nudipes
Trupanea nudipes är en tvåvingeart som först beskrevs av Erich Martin Hering 1938.  Trupanea nudipes ingår i släktet Trupanea och familjen borrflugor. Inga underarter finns listade i Catalogue of Life.